# یواس‌اس او-۱ (اس‌اس-۶۲)
یواس‌اس او-۱ (اس‌اس-۶۲) (به انگلیسی: USS O-1 (SS-62)) زیردریایی که طول آن ۱۷۲ فوت ۳ اینچ (۵۲٫۵۰ متر) می باشد.این زیردریایی در سال ۱۹۱۸ ساخته شده است.